# Ioexol
Ioexol é um meio de contraste radiológico, não-iônico e hidrossolúvel, contendo 46,36% de iodo. É um produto farmacêutico utilizado somente em diagnósticos.